# Волпоул (Нью-Гемпшир)
Волпоул (англ. Walpole) — місто (англ. town) в США, в окрузі Чешир штату Нью-Гемпшир. Населення — 3633 особи (2020).

## Демографія
Згідно з переписом 2010 року, у місті мешкали 3734 особи в 1576 домогосподарствах у складі 1036 родин. Було 1715 помешкань
Расовий склад населення:
| - 97,3 % — білих - 0,5 % — азіатів - 0,3 % — чорних або афроамериканців - 0,2 % — корінних американців |

До двох чи більше рас належало 1,5 %. Частка іспаномовних становила 1,3 % від усіх жителів.
За віковим діапазоном населення розподілялося таким чином: 21,8 % — особи молодші 18 років, 60,9 % — особи у віці 18—64 років, 17,3 % — особи у віці 65 років та старші. Медіана віку мешканця становила 44,5 року. На 100 осіб жіночої статі у місті припадало 95,2 чоловіків;  на 100 жінок у віці від 18 років та старших — 92,0 чоловіків також старших 18 років.
Середній дохід на одне домашнє господарство  становив 92 509 доларів США (медіана — 70 991), а середній дохід на одну сім'ю — 112 966 доларів (медіана — 90 469). Медіана доходів становила 53 657 доларів для чоловіків та 41 676 доларів для жінок. За межею бідності перебувало 4,6 % осіб, у тому числі 7,1 % дітей у віці до 18 років та 4,4 % осіб у віці 65 років та старших.
Цивільне працевлаштоване населення становило 2071 особа. Основні галузі зайнятості: освіта, охорона здоров'я та соціальна допомога — 35,0 %, роздрібна торгівля — 11,7 %, будівництво — 10,9 %.